# Opkleden
Opkleden is een variant van het Sinterklaasfeest dat op het Nederlandse Waddeneiland Vlieland gevierd wordt. Dit relatief besloten traditionele volksfeest wordt evenals Sinterklaas op 5 december gevierd.

## Oorsprong
Opkleden bestond reeds in de 18e eeuw. Er zijn aanwijzingen dat het gebruik reeds ver daarvoor bestond, edoch in de vorm van het Heylekoppen. Aangenomen wordt dat het gebruik is ontstaan in dezelfde tijd als de sinterklaasfeesten op de andere waddeneilanden en dat het feest op vergelijkbare wijze werd gevierd. Zantwijk suggereert dat het ontbreken van oude publicaties iets zegt over de geïsoleerdheid en traditionele beslotenheid van Vlieland. Volkskundige Catharina van de Graft noemt Vlieland in elk geval niet in haar uitweiding over Sinterklaasgebruiken op de Waddeneilanden. Desalniettemin is het feest in de loop van de tijd flinke veranderingen ondergaan.

## Scenario
Deelnemers van het feest zijn of opkleder (de Sinterklaas) of rader. In het verleden waren uitsluitend volwassen mannen opkleder en waren ze net als bij Sunneklaas vandaag al maanden van tevoren druk met het maken van een pak. Uiterlijk sinds het begin van de jaren zestig van de twintigste eeuw was de rol van opkleder konden ook vrouwen en kinderen als opkleder meedoen.  Het opkleden begon toen om zeven uur 's avonds voor de kinderen, een uur later gevolgd door de volwassenen. In het tweede decennium van de 21e eeuw wordt dat onderscheid niet meer gemaakt en beginnen alle Sinterklazen om zeven uur met het opkleden. Ook worden de pakken dan meer gehuurd dan gemaakt en zijn de mombakkes (masker) meestal vervangen door schmink. De opgeklede Sinterklazen beelden een persoon of recente gebeurtenis uit, die in principe alleen door Vlielanders herkend kunnen worden.
De opgeklede Sinterklazen gaan vervolgens bij de huizen langs, waar de raders proberen te achterhalen wie in het pak zitten en wat ze voorstellen. Hiervoor poseren de Sinterklazen en mogen zij alleen ja knikken en nee schudden bij de vragen die door de raders gesteld worden. Als een rader denkt te weten wie achter de vermomming zit, fluistert dit persoon de naam in het oor. Wanneer de rader de persoon ontmaskerd heeft, moet nog geraden worden wat deze Sinterklaas uitbeeldt. Na dit spelletje blijven de Sinterklazen nog nazitten met de raders voor een drankje alvorens ze naar het volgende huis trekken om het spelletje te herhalen.
Rond elf uur 's avonds komen de opkleders, raders en andere belangstellenden naar een verzamelplaats voor het Bal-Demasqué. Vroeger was dat in Badhotel Bruin op Vlieland, anno 2018 werd het bal gehouden in Grand Café De Oude Stoep. Er wordt gedanst en rond half twaalf kondigt de ceremoniemeester het moment van Demasqué aan waarop de Sinterklazen hun vermommingen afzetten. Hierna wordt tot diep in de nacht door de hele bevolking gefeest.